# Hocsa
Hocsa (szlovákul: Chotča) község Szlovákiában, az Eperjesi kerület Sztropkói járásában.

## Fekvése
Sztropkótól 5 km-re északkeletre, a Hocsai-patak partján fekszik.

## Története
A falu keletkezése minden bizonnyal sokkal korábbi első írásos megjelenésénél, mivel neve „Hutcha” alakban víznévként már 1269-ben feltűnik. A település is létezhetett már legkésőbb a 14. század elején. A falut 1379-ben említik először, a község területe eredetileg valószínűleg a sztropkói királyi uradalomhoz tartozott, de ez a korabeli forrásokból nem derül ki. 1408-ban és 1410-ben „Hotchow”, illetve „Hottho” néven tűnik fel, mint Perényi Imre birtoka, aki ekkor kapja adományként Zsigmond királytól. A család – mely az akkori Magyar Királyság egyik leggazdagabb családja – a következő 150 évben birtokos marad a településen.
1492-ben János Albert lengyel király serege fosztogatva vonul át a községen, majd Sztropkó határában vereséget szenved. Ekkor már állt a falu régi temploma és plébániája is. Az 1546-os adóösszeírás szerint Hocsán 5 lakott és 3 lakatlan porta állt. Az egyházi tizedet az egri püspökségnek fizette. A Perényiek után 1567-ben a Pető család lett a falu birtokosa. Az 1569-es urbárium András nevű soltészával szlovák településént említi. 1600-ban 24 ház állt a faluban, a közepes nagyságú falvak közé számított. A Petők kihalásával 1767-ben a Keglevich család szerezte meg a birtokot. Lakói mezőgazdasággal, állattartással és erdei munkákkal foglalkoztak.
A 18. század végén Vályi András így ír róla: „HOCSA. Tót falu Zemplén Várm. földes Ura G. Keglevich Uraság, lakosai katolikusok, fekszik nap kel. Kis Brezniczéhez 1, nap ny. Viskóczhoz 1/2, dél. Bukóczhoz 1 1/2 órányira, határja 3 nyomásbéli, többnyire zabot, és rozsot terem, erdője, szőleje nints, piatza Sztropkón.”
A falu pecsétje 1816-ból származik.
Fényes Elek 1851-ben kiadott geográfiai szótárában így ír a faluról: „Hocsa, tót falu, Zemplén vmegyében, Sztropkó fil. 515 kath., 20 zsidó lak., 769 h. szántófölddel, vizimalommal. F. u. gr. Keglevich örök. Ut. p. Komarnyik.”
Borovszky Samu monográfiasorozatának Zemplén vármegyét tárgyaló része szerint: „Hocsa, tót kisközség, az Ondava völgyében, Sáros vármegye határán, 60 házzal és 309 róm. kath. vallású lakossal. Posta- és táviróhivatala Sztropkón, vasúti állomása Mezőlaborczon van. A sztropkói uradalomhoz tartozott s régente Hotcza, majd Hattchia alakban írták a nevét. Az újabb korban a gróf Keglevichek lettek az urai, most pedig Wollman Kázmérnak van itt nagyobb birtoka. 1663-ban a pestis itt is dúlt. Itt van a vármegye egyetlen róm. kath. fatemploma, melyet még 1639-ben állítottak s 1798-ban renováltak. Ide tartozik Blednicza-puszta is.”
1910-ben a mai katolikus templom építésekor a régi fatemplomot lebontották. 1920 előtt Zemplén vármegye Sztropkói járásához tartozott.

## Népessége
| Év:            | 1994. | 2004.   | 2014.   | 2024.    |
| -------------- | ----- | ------- | ------- | -------- |
| Emberek száma: | 529   | 569     | 590     | 652      |
| Eltérés:       |       | +7,56 % | +3,69 % | +10,50 % |

| Év:            | 2023. | 2024. |
| -------------- | ----- | ----- |
| Emberek száma: | 652   | 652   |
| Eltérés:       |       | +0 %  |

1869-ben 361 lakos élt a településen.
1910-ben 335, többségben szlovák lakosa volt, jelentős ruszin és német kisebbséggel.
2001-ben 572 lakosából 549 szlovák és 12 ruszin volt.
2011-ben 552 lakosából 510 szlovák és 31 ruszin.

## Nevezetességei
- Jézus Szíve tiszteletére szentelt római katolikus temploma 1910-ben, a görögkatolikus templom 1969-ben épült.